# Fréchet-metriek
In de functionaalanalyse, een deelgebied van de wiskunde, legt een Fréchet-metriek (naar Maurice René Fréchet) een  verbinding tussen de metriek en de norm.

## Definitie
Zij X een willekeurige vectorruimte dan is een Fréchet-metriek een afbeelding {\displaystyle \varrho :X\to \mathbb {R} }, die aan {\displaystyle x,y\in X} de volgende voorwaarden stelt:
1. {\displaystyle \varrho (x)=\varrho (-x)}
2. {\displaystyle \varrho (x)\geq 0}, waarbij {\displaystyle \varrho (x)=0\iff x=0}
3. {\displaystyle \varrho (x+y)\leq \varrho (x)+\varrho (y)}

Dat wil zeggen dat {\displaystyle \varrho } symmetrisch en niet-negatief is en voldoet aan de driehoeksongelijkheid.